# Stig Sjölin
Stig Sjölin, född 21 december 1928 i Värnamo, död 9 januari 1995 i Helsingborg, var en svensk boxare som vann sju SM-tecken och OS-brons i Helsingfors 1952 efter att ha förlorat mot Floyd Patterson i semifinalen.
Han boxades för Värnamo Boxningsklubb och Göteborgsklubben Redbergslids BK. Han erövrade sju SM-tecken som senior och var nordisk mästare 1955 och 1957. Han blev Europamästare 1951 och vann medalj i totalt fyra Europamästerskap. Han boxades i närmare 40 landskamper för Sverige.